# 仁所町
仁所町（にしょちょう）は、愛知県名古屋市瑞穂区の地名。現行行政地名は仁所町1丁目及び仁所町2丁目。住居表示未実施地域。

## 地理
名古屋市瑞穂区南部に位置する。東は丸根町、西は片坂町、南は軍水町、北は弥富通に接する。

## 歴史

### 地名の由来
中根村の支村であった仁所の名称に由来する。仁所は新田の転訛であるという。

### 沿革
- 1952年（昭和27年）9月1日 - 瑞穂区弥富町字廻間・中新田・大塚・西大門・菱池・西屋敷の各一部により、同区仁所町1〜2丁目として成立[1]。

## 世帯数と人口
2019年（平成31年）3月1日現在の世帯数と人口は以下の通りである。
| 町丁   | 世帯数  | 人口  |
| ------ | ------- | ----- |
| 仁所町 | 341世帯 | 767人 |

### 人口の変遷
国勢調査による人口の推移
| 1955年（昭和30年） | 571人 | [ 9 ]  |  |
| 1960年（昭和35年） | 774人 | [ 10 ] |  |
| 1965年（昭和40年） | 962人 | [ 10 ] |  |
| 1970年（昭和45年） | 940人 | [ 11 ] |  |
| 1975年（昭和50年） | 961人 | [ 11 ] |  |
| 1980年（昭和55年） | 934人 | [ 12 ] |  |
| 1985年（昭和60年） | 901人 | [ 12 ] |  |
| 1990年（平成2年）  | 845人 | [ 13 ] |  |
| 1995年（平成7年）  | 822人 | [ 14 ] |  |
| 2000年（平成12年） | 760人 | [ 15 ] |  |
| 2005年（平成17年） | 759人 | [ 16 ] |  |
| 2010年（平成22年） | 741人 | [ 17 ] |  |

## 学区
市立小・中学校に通う場合、学校等は以下の通りとなる。また、公立高等学校に通う場合の学区は以下の通りとなる。
| 番・番地等 | 小学校               | 中学校               | 高等学校 |
| ---------- | -------------------- | -------------------- | -------- |
| 全域       | 名古屋市立中根小学校 | 名古屋市立萩山中学校 | 尾張学区 |

## 史蹟
- 仁所遺跡[7]

## その他

### 日本郵便
- 郵便番号 : 467-0053[4]（集配局：瑞穂郵便局[20]）。